# 布罗塔斯
布罗塔斯是巴西圣保罗州的一个市镇。总面积1101.468平方公里，总人口22631人，人口密度20.5人/平方公里。